# 金鏝押
金鏝押（かなごておさえ）は、左官が使用する金属製の鏝で土間や壁面をつるつるに仕上げる工程。
土、モルタル、コンクリートの仕上げの工法。水分が減少しある程度固まり始めたときに、表面をきれいにならす（職人の間では「あたまをはる」という）。その後、さらに水分が減少し固まってきたところで表面を厚み0.5mm程度の鏝でなでる。仕上げ後は、表面に光を当てると反射するほど輝く。
また、見た目の美しさもあるが、しっかりと金鏝で押さえることによって亀裂の発生を防止することにもつながる。